# Erfelijke aandoening
Een erfelijke aandoening is een ziekte of aandoening die van generatie op generatie kan worden doorgegeven door een afwijking in de genen. Erfelijke aandoeningen zijn een categorie van aangeboren, congenitale aandoeningen. Congenitale aandoeningen zijn ziekten of afwijkingen die al bij de geboorte kunnen worden waargenomen, maar die niet erfelijk hoeven te zijn: ze kunnen ontstaan zijn door een toeval, ongeluk of ziekte van de moeder tijdens de zwangerschap. Een genetische aandoening is ook niet altijd erfelijk in de zin dat men het van zijn ouders krijgt: soms gaat het om een nieuwe mutatie of chromosoomafwijking die de ouders nog niet hadden, soms ook om een afwijking die het krijgen van nageslacht uitsluit. Erfelijke aandoeningen die toch niet in de genen lijken te zitten zijn heel zeldzaam, maar een erfelijke aandoening en een genetische aandoening vallen bijna altijd samen.
Er bestaan veel verschillende erfelijke aandoeningen.

## Onderscheid
Het is in het geval dat een aandoening wel erfelijk is van belang om te weten over welk type aandoening het gaat. In grote trekken onderscheiden we:

### Recessieve aandoeningen
Om een recessieve aandoening te vertonen moet men twee defecte allelen hebben. Individuen met slechts één defect en één gezond allel zijn zogenoemde 'dragers', maar hebben de ziekte zelf niet of alleen in lichte mate. Patiënten hebben dus meestal ouders waarvan er minstens een drager is, en de andere ouder is dan of drager of zelf patiënt. Bij twee ouders die drager zijn, is de kans op een volgende nakomeling met de ziekte ongeveer 25%, bij een dragende en een zieke ouder zelfs ongeveer 50%. Voorbeelden zijn sikkelcelziekte en taaislijmziekte, hoewel ook heterozygote individuen, de dragers, hier wel ziek bij kunnen zijn.

### Dominante aandoeningen
Bij een dominante aandoening leidt één defect allel tot het ontstaan van de ziekte. Patiënten hebben meestal één ouder die het ook heeft, en bij ieder kind heeft 50% kans dat het is aangedaan. In gevallen waarin de ouders beide gezond lijken, is meestal sprake van onvolledige penetrantie, niet iedereen met één defect allel vertoont symptomen, of van een sporadisch geval. Een voorbeeld is de ziekte van Huntington.

### Geslachtsgebonden aandoening
Geslachtsgebonden aandoeningen zijn meestal ziekten waarvan het gen zich op het X-chromosoom bevindt. Voorbeelden van een dergelijke afwijking zijn hemofilie en rood-groen-kleurenblindheid.
Vrouwen hebben twee X-chromosomen. Is de aandoening recessief, dan wordt het slechte gen door het goede gen op het andere X-chromosoom gemaskeerd. Zo'n vrouw heeft geen symptomen, de vrouw is alleen 'draagster'. Een vrouw kan de ziekte hebben als het slechte gen op beide X-chromosomen voorkomt.
Een man heeft maar één X-chromosoom. Bevat dat een slecht gen, dan zal de man de symptomen van de ziekte vertonen.
Een geslachtsgebonden gen kan worden doorgegeven van moeder op zoon, van moeder op dochter en van vader op dochter, maar niet van vader op zoon.
Een vrouw kan draagster zijn. Haar zonen hebben dan de aandoening met 50% kans en de dochters zijn draagster met 50% kans. Een man met de aandoening geeft het gen niet aan zijn zonen door maar wel aan alle dochters, en die zijn dan draagster. De dochters kunnen de afwijking hebben als ze het gen ook van hun moeder hebben ontvangen.
Het is in de praktijk meestal niet zo simpel en op dit basisstramien zijn vele variaties mogelijk. Er zijn bijvoorbeeld ziekten waarbij het voor het ziektebeeld uitmaakt of men een defect gen van zijn moeder of van zijn vader heeft geërfd, wat met dit eenvoudige basismodel niet te is verklaren. Er kunnen bijvoorbeeld ook ziekten optreden door afwijkingen in het mitochondriaal DNA, dat zich niet in de celkern bevindt.

## Genoom
De medische erfelijkheidsleer die zich met dergelijke ziekten bezighoudt heeft een zeer belangrijk middel in handen gekregen met de ontrafeling van het menselijk genoom. Van veel erfelijke ziekten is inmiddels de exacte aard en de plaats van het defecte gen bekend.